# Cyananthus incanus
Cyananthus incanus är en klockväxtart som beskrevs av Joseph Dalton Hooker och Thomas Thomson. Cyananthus incanus ingår i släktet Cyananthus, och familjen klockväxter.

## Underarter
Arten delas in i följande underarter:
- C. i. incanus
- C. i. orientalis
- C. i. petiolatus